# Melanoptilon radiata
Melanoptilon radiata är en fjärilsart som beskrevs av Warren. Melanoptilon radiata ingår i släktet Melanoptilon och familjen mätare. Inga underarter finns listade i Catalogue of Life.